# Deutsche Dermatologische Lasergesellschaft
Die Deutsche Dermatologische Lasergesellschaft ist eine medizinische Fachgesellschaft zur Interessenvertretung, Ausbildung und Fortbildung von Hautärzten, die sich auf Laserbehandlung spezialisiert haben. Sie formulierte zusammen mit der "Arbeitsgemeinschaft dermatologische Lasertherapie" Qualitätsrichtlinien für die hautärztliche Lasertherapie.

## Aufgaben
Zweck des Vereins ist:
- die Förderung der Forschung auf dem Gebiet der dermatologischen Lasertherapie
- die Auswertung und Ermittlung von Forschungsergebnissen
- die Zusammenarbeit mit wissenschaftlichen Institutionen des In- und Auslandes
- die Aufklärung der Bevölkerung über lasertherapeutische Behandlungsmethoden
- Zusammenarbeit und Erfahrungsaustausch mit den in freier Praxis sowie klinisch lasertherapeutisch tätigen Ärzten des In- und Auslandes
- Aus- und Fortbildung seiner Mitglieder bezüglich Lasersicherheit sowie Anwendung verschiedener Lasertypen und -therapien am Menschen.

Der Verein richtet jährlich eine Fachtagung aus.

## Geschichte
Die Vereinsgründung erfolgte 1992 als „Deutsche Gesellschaft für Dermatologische Lasertherapie“ (DGLT) in Sigmaringen. Im Jahr 1995 erfolgte die Umbenennung in „Deutsche Dermatologische Lasergesellschaft e.V.“. Im Jahr 2014 fand eine Neuausrichtung des Vereins statt. Neben der Laser-Energie gewannen weitere Energieformen bei diagnostischen und therapeutischen Verfahren an Bedeutung. Dies betrifft zum Beispiel Intense-Pulsed-Light-, Hochfrequenz-, Ultraschall-, Kälte- und biochemische Verfahren.

## Mitgliedschaft
Es gibt zwei Formen der Mitgliedschaft:
Ordentliches Mitglied kann jeder Facharzt für Dermatologie mit lasertherapeutischer Erfahrung werden. Auch jeder Arzt, der überwiegend dermatologisch arbeitet und über lasertherapeutische Erfahrungen verfügt. Voraussetzung für die Aufnahme als ordentliches Mitglied ist die Zustimmung zweier Bürgen aus dem Kreis der ordentlichen Mitglieder.
Ein sogenanntes „Kooperatives Mitglied“ kann jeder Arzt werden. Voraussetzung für die Aufnahme ist die Zustimmung zweier Bürgen aus dem Kreis der ordentlichen Mitglieder.

## Vorstand
| 2014–2018 | Gerd-Martin Kautz | - | seit 2018 | Uwe Paasch |